# Корито

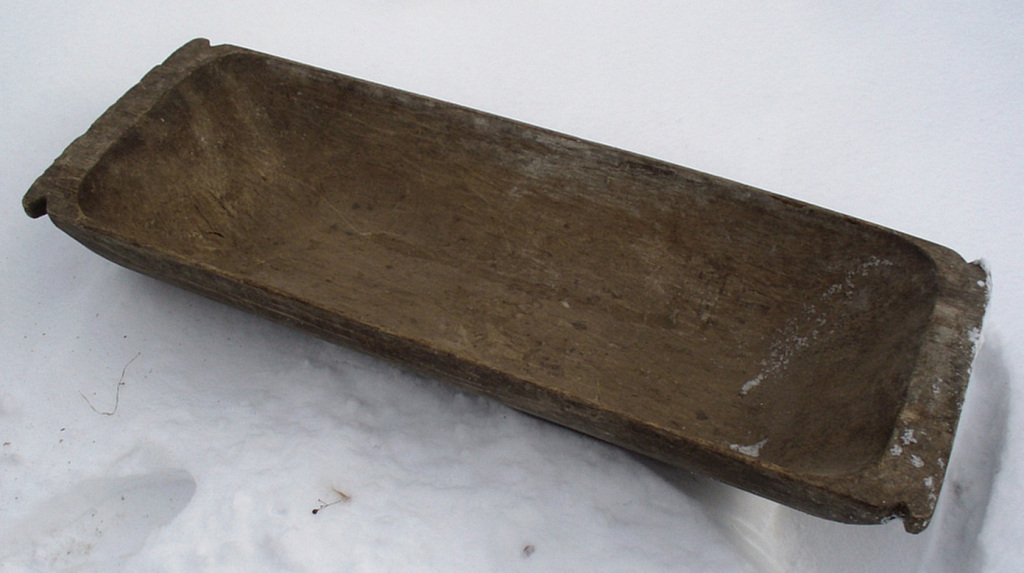
Дерев'яне корито

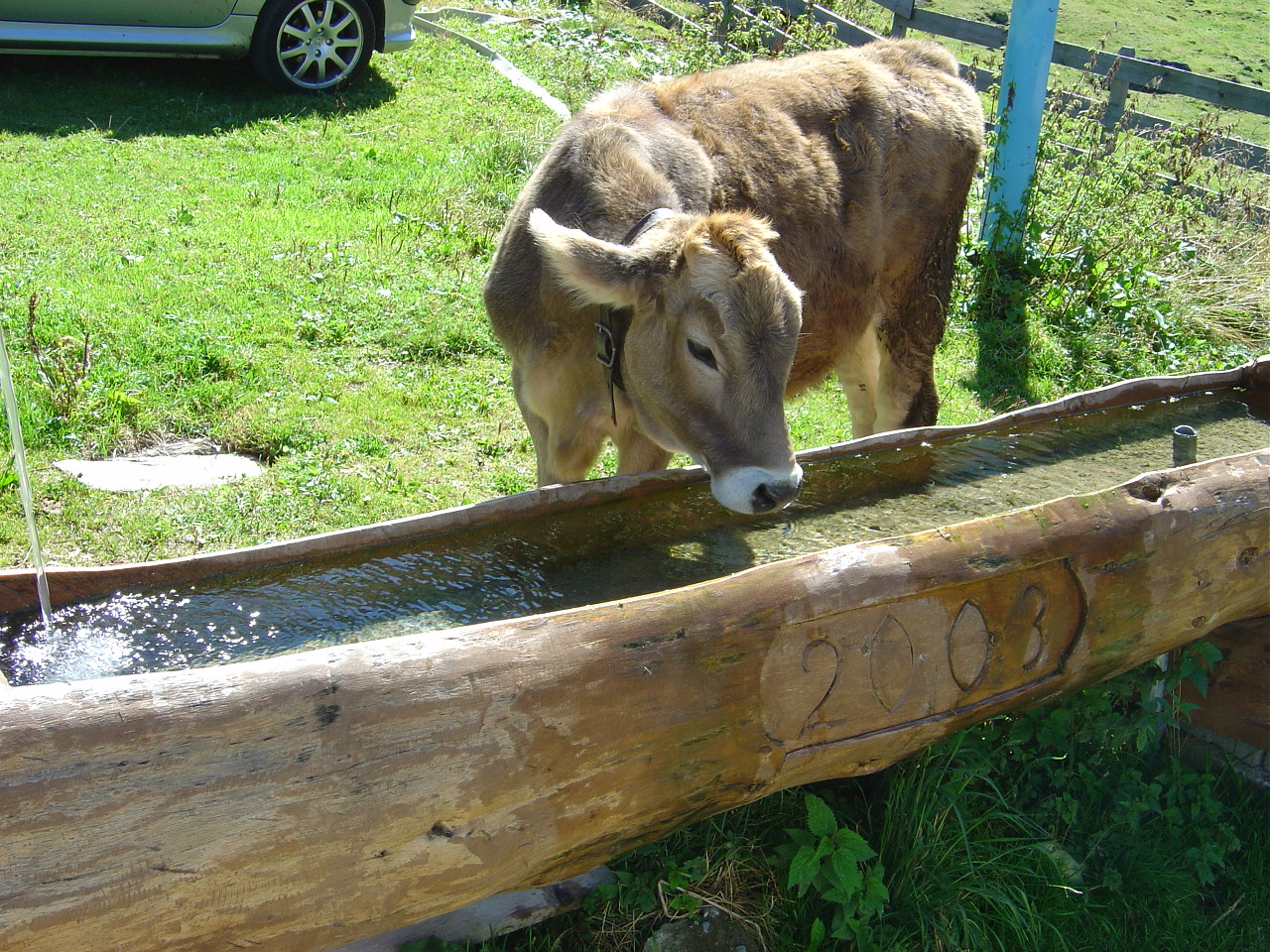
Корова п'є воду з корита

Кори́то (прасл. *koryto < пра-і.є. (s)ker-t- — «різати», «рубати», «відтинати»), діал. тревка (рум. troácă < нім. Trog) — довгаста посудина для годівлі або напування тварин, птиці. Спочатку виготовлялася з дерева: половинку розколотої колоди обробляли й видовбували з плоского боку. Корита бувають вербові, липові, осикові. У XIX столітті почали робити металеві корита, однак і дерев'яні продовжували використовуватися в селянських господарствах. У XX столітті з'явилися пластмасові.

## Історія
На Русі довгасті посудини відомі з X століття, про це свідчать археологічні знахідки. Використовували їх по-різному, як будь-яку ємність: для збору врожаю яблук, капусти тощо, для заготівлі солінь, для прання, купання, для остуджування пива, сусла при пивоварінні, в них місили хліб і з них годували худобу і птицю. У перевернутому вигляді їх використовували як велику кришку. Корита в господарстві мали різноманітне вживання, а взимку селянські діти каталися в них з гірок, як в санках.

## У культурі
- Великого поширення набула ідіома «розбите корито» (як синонім фрустрації), завдяки «Казці про золоту рибку» О. С. Пушкіна.
- Вираз «підвернути під корито» вживається в значенні «подолати»[4], «позбавити привілеїв, влади», а також «вийти заміж раніше за старшу сестру»[5].

## Інше
- Часто коритом називають старе, ненадійне судно, на якому небезпечно вирушати в плавання, а іноді просто віджилий своє транспортний засіб.
- Корито — розмовна назва русла річки, річища[3][4].
- Геологічний термін трог походить від німецького слова Trog, що означає «корито».
- Панцир черепахи колись називали «коритом»[4].
- У дитячій грі «Місяць» коритом називається довгаста ямка в землі[4].